# تابو (فیلم ۲۰۱۲)
تابو (پرتغالی: Tabu) یک فیلم درام رمانتیک به کارگردانی میگل گومیس محصول سال ۲۰۱۲ است. از بازیگران آن می‌توان به کارلوتو کوتا، ترزا مادروگا و میگل گومیس اشاره کرد. این فیلم در سال ۲۰۱۶ در جایگاه ۷۱ از فهرست صد فیلم برتر قرن بیست و یکم بی‌بی‌سی قرار گرفت.